# Kanton Caen-7
Caen-7 is een kanton van het Franse departement Calvados. Het kanton maakt deel uit van het arrondissement Caen.

## Gemeenten
Het kanton Caen-7 omvat de volgende gemeenten:
- Caen (deels, hoofdplaats)
- Mondeville